# Constantino de Rodas
Constantino de Rodas fue un poeta bizantino, nacido en Lindos ciudad de la isla de Rodas el último cuarto del siglo IX y fallecido después del 944. 
Inició su carrera profesional en el 908 como secretario personal del eunuco Samonas protovestiario del emperador León VI. En el 927 participó en una embajada para negociar la paz y un matrimonio real con los búlgaros y para entonces ya había obtenido el puesto de ἀσηκρῆτις (asekretis), una clase de alto secretario de la corte imperial en el reinado de Constantino VII. Más allá del 944 no hay más datos y la fecha de su muerte es desconocida.
Su producción literaria se inicia probablemente en el 907 como poeta satírico acusando de paganismo a León Querosfactes y participó en un complot escribiendo un panfleto difamatorio contra uno de los favoritos del emperador León VI, un eunuco llamado Teodoro el Paflagonio. Sus poemas satíricos son poco elegantes, siendo esencialmente una relación de las bajas cualidades de sus oponentes. Entre los años 931 y 944 escribió una écfrasis (conservada tal vez de forma inacabada) con una descripción de la Iglesia de los Santos Apóstoles como pieza central de un poema de 981 versos endecasílabos sobre las Siete maravillas de Constantinopla. Siguiendo las tendencias literarias de la época, sus descripciones son un catálogo de objetos más que una percepción emocional de los logros de arquitectos y pintores. La descripción de las Siete Maravillas fue utilizada por Jorge Cedreno, probablemente a través de una fuente intermediaria. Es autor de varios epigramas incluidos en la Antología Palatina y algunos estudiosos consideran que Constantino de Rodas fue también editor de la misma.